# Józef Podziewski
Józef Podziewski (ur. 14 grudnia 1913 w Przerośli, zm. 20 października 1998 tamże) – gawędziarz, członek i działacz związków zawodowych, organizacji społecznych, stowarzyszeń twórczych i kulturalnych, założyciel zespołu folklorystycznego „Przeroślaki”.

## Życiorys
Józef Podziewski, syn Władysława i Anny (z domu Malinowska), urodził się w Przerośli 14 grudnia 1913 r. Pochodził z rodziny chłopskiej. Rodzice zajmowali się uprawą roli. Pięcioklasową szkołę podstawową ukończył w 1925 r. Po II wojnie światowej uzupełnił wykształcenie kończąc siedmioklasową publiczną szkołę powszechną (świadectwo w 1949 r. – wydane przez Inspektora Szkolnego w Suwałkach). W latach sześćdziesiątych uczęszczał (zaocznie) w Białymstoku do liceum ogólnokształcącego o profilu kulturalnym.
W latach 1936–1938 pełnił służbę wojskową w 69. Pułku Piechoty w Gnieźnie potem zaś w Pułku KOP „Głębokie” (batalion „Podświle”). Dosłużył się stopnia kaprala.
Zmobilizowany w końcu sierpnia 1939 r. służył w Batalionie KOP „Sejny”, z którym odbył kampanię wrześniową. Po kapitulacji wrócił na gospodarstwo rodziców. W czasie wojny (l. 1941-1944) działał w ruchu oporu: Związek Walki Zbrojnej, Polski Związek Powstańczy, Armia Krajowa.

W 1939 r. ożenił się z Kamilą Rynkiewicz. Z tego związku urodziła się córka: Jolanta Tekla (1940 r.) oraz dwóch synów: Bogusław (1947 r.) i Jerzy Józef (1954 r.).
Po wyzwoleniu Przerośli, w październiku 1944 r., Podziewski wstąpił do milicji. Janusz Kopciał podaje, iż podjął pracę w kancelarii tamtejszej Milicji Obywatelskiej. W lutym 1945 r. aresztowany przez NKWD, przewieziony do Suwałk osadzony w podziemiach resursy. Po trzech dniach – wraz z grupą AK-owców z Suwalszczyzny (…) wywieziono go najpierw w okolice Królewca, skąd po przesłuchaniu (w miejscowości Landsberg) trafił do więzienia w Bartoszycach, następnie do Wistruci (Insterburg), a stąd transportem kolejowym na wschód. Po wyładunku w Ufie przeszedł przez czternaście obozów pracy – od Czelabińska do Mielęcina (ostatni już w Polsce). 4 października 1946 r. wrócił do Przerośli, gdzie pracował na gospodarstwie rodziców, które przejął po ich śmierci.

Prowadził aktywną działalność społeczną i kulturalną. Współorganizował spółdzielnię mleczarską (jej pierwszy prezes), Gminną Spółdzielnię „Samopomoc Chłopska”. Był inicjatorem założenia w 1955 r. spółdzielni zdrowia, długoletnim (1966-1988) gospodarzem kina Warmia.
Z jego inicjatywy powstał w kwietniu 1972 r. zespół folklorystyczny „Przeroślaki” złożony z kapeli, chóru, solistów i tancerzy. Zespół zdobywał nagrody m.in. w Kolnie i Kazimierzu nad Wisłą (festiwale kapel i śpiewaków ludowych). Podziewski był kierownikiem, a ponadto konferansjerem i gawędziarzem w zespole.

Od 1977 r. do połowy lat dziewięćdziesiątych prowadził także jarmarki folklorystyczne w Węgorzewie.

Przez lata współpracował z białostocką, olsztyńską i warszawską rozgłośnią radiową. Publikował swoje teksty m.in. w „Gazecie Współczesnej”, „Krajobrazach”, „Warmii i Mazurach” czy wreszcie w „Przeroślaku” (czasopismo wydawane przez Gminny Ośrodek Kultury w Przerośli, ukazywało się od 1990 do 1993 r.).

W 1987 r. Jan Leski tak pisał o Józefie Podziewskim patrzy na świat okiem humorysty, niekiedy prześmiewcy, ale nie jest to spojrzenie cyniczne. Kocha Suwalszczyznę i robi dlań wcale niemało: chroni jej dawny, piękny język. Znakomity gawędziarz, znany z prasy i telewizyjnych wystąpień, jest ostatnim bodaj, co tak płynnie włada suwalską gwarą. Podkreśla jej urok i dosadność.
Zmarł 20 października 1998 r. Został pochowany na cmentarzu parafialnym w Przerośli, przy ulicy Żabiej.

## Gawędy i teksty widowisk
- Jak powstała Przerośl?
- Cutryna
- Ślachetne zdrowie
- Surpiły
- Gdzie diabuł nie może, to babe pośle
- Buł w Węgorzewie jermark łońskiego roku
- Herod
- Stefan Batory w Przerośli

## Wybrane odznaczenia i wyróżnienia
- Złoty Krzyż Zasługi (1967)
- Krzyż Kawalerski Orderu Odrodzenia Polski (1982)
- Medal „Za udział w wojnie obronnej 1939” (1983)
- Odznaka „Zasłużony Działacz Kultury” (1958, 1969)
- Odznaka honorowa „Zasłużony Białostocczyźnie” (1974)
- Odznaka „Za Zasługi dla Województwa Suwalskiego” (1980)
- Odznaka „Zasłużony Działacz Ruchu Spółdzielczego” (1958)
- Odznaka „Za zasługi dla ruchu ludowego”
- medal od Komitetu Obchodów Roku Mickiewiczowskiego (1955)
- Złoty Mikrofon od Rozgłośni Polskiego Radia i Telewizji w Białymstoku (1973)